# Acer griseum
Acer griseum is een bladverliezende boom die inheems is in Centraal-China. Deze esdoorn is te herkennen aan de handvormige bladeren en de peulen die in het najaar aan de bomen hangen. Sommige peulen lijken op vleugels, die spinnend door de lucht draaien als ze naar beneden vallen. Hierin zitten de zaden waarmee de boom ook is te vermeerderen. Het vermeerderen van Acer griseum kan door middel van zaad en door middel van stekken. De stekken moeten in juni worden gestekt. De snoei van deze boom moet in het voorjaar gebeuren. Deze bomen moeten voor het einde van de langste dag worden gesnoeid. Tijdens de eerste scheutgroei worden de bomen in vorm gesnoeid. Boomkwekerijen zijn tijdens het begin van de nieuwe zomer bezig met het snoeien en toppen van deze bomen.

## Bladeren
De bladeren van deze boom hebben een gladde bladrand en bevatten 2 à 3 zijlobben met een stompe punt aan de bovenzijde. De bladnerven zijn duidelijk zichtbaar en lopen van af het midden naar de punten van de bladeren toe. De bladeren hebben een licht tot gemiddeld groene kleur. De bladeren staan met zijn drieën bijeen aan één bladstengel. De bladstengel is ongeveer even groot als één blad. De bladeren staan evenwichtig tegenover elkaar aan de takken.
In de lente beginnen de bladeren te ontluiken en bloeien ze op tot licht groene bladeren. In de herfst verkleuren ze oranje tot dieprood en voor de winter vallen ze af.

## Scheuten
De scheuten zijn in de lente licht behaard en zijn dan ook nog lichtgroen. De scheuten verkleuren net als de bladeren licht rood in de herfst. 

## Vruchten
De vruchten van deze soort staan met tweeën bij elkaar aan stengels aan de takken. Deze vruchten zijn lichtbruin van kleur. De zaden vallen in de herfst van de bomen af. 

## Gebruikswaarde
Deze kleine boom werd in 1901 geïntroduceerd in Europa en werd vrijwel meteen een favoriet voor de tuin. Hij heeft een opvallende, kaneelkleurige, flinterdunne, afschilferende schors, waaronder de nieuwe oranje schors zichtbaar is. Het karakteristieke, drietallige blad kleurt in de herfst intens oranje, rood en wijnrood. Hoewel vele - uiteindelijk - uitgroeien tot grote bomen, moet de plant zo min mogelijk worden gesnoeid en alleen in de winter tijdens de rustperiode, anders `bloeden´ de planten sap.

## Ziektes
- esdoorngalmijt
  - rode pukkeltjes op de bladeren
- galmijten
  - Gallen op de bladeren/takken
- gestippelde houtvlinder
  - wit met zwart gevlekte moet. Zwart gespikkelde rupsen boren in hout.
- meniezwammetje
  - afsterving; rozerode, donzige sporenhoopjes
- vriesbrand
  - bladranden worden bruin en krullen om

## Wetenschappelijk benaming

### Geaccepteerde naam
- Acer griseum (Franch.) Pax
- Kaneelbastesdoorn

### Synoniemen
- Acer nikoense var. griseum Franch.
- Acer pedunculatum K.S.Hao
- Crula grisea (Franch.) Nieuwl.

... · 
A. buergerianum (drietandesdoorn) · 
A. campestre (Spaanse aak) · 
A. capillipes (slangenesdoorn) · 
A. cappadocicum (Colchische esdoorn) · 
A. caudatum · 
A. ginnala (amoeresdoorn) · 
Acer griseum · 
A. japonicum · 
A. monspessulanum (montpelieresdoorn) · 
A. mono · 
A. negundo (vederesdoorn) · 
A. palmatum (Japanse esdoorn) · 
A. platanoides (Noorse esdoorn) · 
A. pseudoplatanus (gewone esdoorn) · 
A. rubrum (rode esdoorn) · 
A. saccharinum (witte esdoorn) · 
A. saccharum (suikeresdoorn) · 
A. tegmentosum · 
...